# 1988-as Formula–1 japán nagydíj
Az 1988-as Formula–1 világbajnokság tizenötödik futama a japán nagydíj volt.

## Futam
A japán nagydíjon Senna bebiztosíthatta világbajnoki címét, ha megnyeri a versenyt. A rajtnál a brazil autója szinte állva maradt, míg Prost átvette a vezetést. Senna szerencséjére a célvonal után a pálya lejtett, így az elindult autóban a brazil beindíthatta a motort, a rajt után a 14. helyre esett vissza. Az élen Prost mögött szorosan autózott Capelli, aki 16. körben rövid időre átvette a vezetést. Prost hamar visszaelőzte, majd az olasz 3 kör múlva elektronikai hiba miatt kiesett. Ekkor Senna már a 2. helyen haladt. Prostnak kisebb váltóproblémája volt, majd amikor lekörözéshez ért, Senna a 28. körben átvette tőle a vezetést. A brazil ezután a futamgyőzelemmel együtt megszerezte az egyéni címet is. Prost második lett Boutsen, Berger, Nannini és Patrese előtt.
| Helyezés | #  | Versenyző          | Csapat/Motor    | Futott körök | Idő/Kiesés oka | Rajthely | Pontszám |
| -------- | -- | ------------------ | --------------- | ------------ | -------------- | -------- | -------- |
| 1        | 12 | Ayrton Senna       | McLaren-Honda   | 51           | 1:33:26,173    | 1        | 9        |
| 2        | 11 | Alain Prost        | McLaren-Honda   | 51           | + 13,363       | 2        | 6        |
| 3        | 20 | Thierry Boutsen    | Benetton-Ford   | 51           | + 36,109       | 10       | 4        |
| 4        | 28 | Gerhard Berger     | Ferrari         | 51           | + 1:26,714     | 3        | 3        |
| 5        | 19 | Alessandro Nannini | Benetton-Ford   | 51           | + 1:30,603     | 12       | 2        |
| 6        | 6  | Riccardo Patrese   | Williams-Judd   | 51           | + 1:37,615     | 11       | 1        |
| 7        | 2  | Nakadzsima Szatoru | Lotus-Honda     | 50           | + 1 kör        | 6        |          |
| 8        | 14 | Philippe Streiff   | AGS-Ford        | 50           | + 1 kör        | 18       |          |
| 9        | 30 | Philippe Alliot    | Larrousse-Ford  | 50           | + 1 kör        | 19       |          |
| 10       | 15 | Maurício Gugelmin  | March-Judd      | 50           | + 1 kör        | 13       |          |
| 11       | 27 | Michele Alboreto   | Ferrari         | 50           | + 1 kör        | 9        |          |
| 12       | 3  | Jonathan Palmer    | Tyrrell-Ford    | 50           | + 1 kör        | 16       |          |
| 13       | 23 | Pierluigi Martini  | Minardi-Ford    | 49           | + 2 kör        | 17       |          |
| 14       | 4  | Julian Bailey      | Tyrrell-Ford    | 49           | + 2 kör        | 26       |          |
| 15       | 24 | Luis Perez-Sala    | Minardi-Ford    | 49           | + 2 kör        | 22       |          |
| 16       | 29 | Szuzuki Aguri      | Larrousse-Ford  | 48           | + 3 kör        | 20       |          |
| 17       | 25 | René Arnoux        | Ligier-Judd     | 48           | + 3 kör        | 23       |          |
| Kiesett  | 22 | Andrea de Cesaris  | Rial-Ford       | 36           | Túlmelegedés   | 14       |          |
| Kiesett  | 18 | Eddie Cheever      | Arrows-Megatron | 35           | Gyújtás        | 15       |          |
| Kiesett  | 21 | Nicola Larini      | Osella          | 34           | Fékek          | 24       |          |
| Kiesett  | 1  | Nelson Piquet      | Lotus-Honda     | 34           | Betegség       | 5        |          |
| Kiesett  | 5  | Nigel Mansell      | Williams-Judd   | 24           | Ütközés        | 8        |          |
| Kiesett  | 36 | Alex Caffi         | Dallara-Ford    | 22           | Kicsúszás      | 21       |          |
| Kiesett  | 16 | Ivan Capelli       | March-Judd      | 19           | Elektronika    | 4        |          |
| Kiesett  | 17 | Derek Warwick      | Arrows-Megatron | 16           | Kicsúszás      | 7        |          |
| Kiesett  | 10 | Bernd Schneider    | Zakspeed        | 14           | Rosszullét     | 25       |          |
| NK       | 26 | Stefan Johansson   | Ligier-Judd     |              |                |          |          |
| NK       | 32 | Oscar Larrauri     | Euro Brun-Ford  |              |                |          |          |
| NK       | 9  | Piercarlo Ghinzani | Zakspeed        |              |                |          |          |
| NK       | 33 | Stefano Modena     | Euro Brun-Ford  |              |                |          |          |
| NeK      | 31 | Gabriele Tarquini  | Coloni-Ford     |              |                |          |          |

## Statisztikák
Vezető helyen:
- Alain Prost: 26 (1-15 / 17-27)
- Ivan Capelli: 1 (16)
- Ayrton Senna: 24 (28-51)

Ayrton Senna 14. győzelme, 28. pole-pozíciója, 10. leggyorsabb köre, 3. mesterhármasa (gy, pp, lk)
- McLaren 69. győzelme.